# Isabelle Guérard
Isabelle Guérard (née le 1er juillet 1978 à Montréal) est une actrice de cinéma et de télévision québécoise. En 2013, elle obtient une nomination comme meilleure actrice lors de la 2e cérémonie des prix Écrans canadiens pour Rouge sang et une nomination au Prix Jutra comme meilleure actrice en 2010 pour Détour.

## Biographie
Guérard se fait connaître du public pour son rôle dans la série jeunesse Watatatow. Par la suite, elle tourne dans des productions telles La peau blanche, La rage de l'ange (2006), Piché, entre ciel et terre, French Kiss et Le guide de la famille parfaite, ainsi que dans la série télévisée Le Négociateur, Mensonges et Motel Paradis (en) (2022).

## Filmographie

### Télévision
- 2024 : À cœur battant (d) : Patricia Letendre
- 2023
  - Stat : Joanie Plante
  - Mégantic : Julie Lamarre
- Indéfendable : Caroline Therrien
- Watatatow : Manuelle Vien

## Distinction
- 2013 : Festival du film de Beverly Hills et Canadian Film Festival (en) : meilleure actrice[3]